# Zeche Adele
Zeche Adele ist ein ehemaliges Bergwerk in Dortmund.
Die Zeche wurde zwischen 1854 und 1877 betrieben. Neben Steinkohle wurde in dem Bergwerk auch Kohleneisenstein gefördert.
Nach der Zeche ist heute eine Straße benannt.